# 黎維絖
黎維絖（越南语：／，？—？（某年十月十六日）），是越南后黎朝第十五代皇帝黎英宗的父亲，封爵東樓伯。

## 生平
黎維絖的高祖父黎除是黎太祖黎利的二哥，追赠蓝国公。曾祖父葵国公黎康，祖父黎寿，父亲黎维绍。顺平八年（1556年），二十二岁的中宗黎暄驾崩，没有儿子。权臣郑检拥立黎維絖的儿子黎维邦做皇帝（英宗）。黎维邦追尊黎除为弘裕王，黎康为显功王，黎寿为光业王，黎维绍为庄简王，黎維絖为仁皇帝（越南语：／），庙号孝宗（越南语：／），陵墓号華岳陵。

## 后代
据《皇黎玉谱记》载，黎維絖至少生有五子：
- 黎维兼
- 黎维花
- 黎维洪
- 黎维邦
- 黎维翰